# Международный торговый центр (Дунгуань)
Международный торговый центр Миньин (англ. Minying International Trade Center, кит. трад. 民盈國貿中心) — комплекс офисных и жилых небоскрёбов, расположенный в деловом центре китайского города Дунгуань (Гуандун). Построен в 2022 году в стиле модернизма, по состоянию на 2024 год башня № 2 являлась самым высоким зданием города, 16-м по высоте зданием Китая, 22-м — Азии и 33-м — мира. Архитекторами комплекса выступили американская фирма 5+ Design и британская фирма HSArchitects, владельцем является компания Minying Plaza Development (Дунгуань).
Башня № 2 (423 м) имеет 85 этажей, занятых офисами. На вершине башни расположены клуб и смотровая площадка; общая площадь здания — 215 000 м². Рядом с ней находятся четыре башни пониже, в том числе 260-метровая башня № 1 (офисы и жилые апартаменты общей площадью 119 000 м²) и 195-метровая башня № 3 (офисы общей площадью 85 000 м²). В 6-этажном подиуме комплекса расположен торговый центр с магазинами и ресторанами.   